# Frida Beckman
Frida Emilia Beckman, född 24 oktober 1982 i Askersunds församling, är en svensk skådespelare.

## Biografi
Beckman studerade vid Teaterhögskolan i Stockholm 2008–2011. Hon har medverkat som skådespelare i en rad uppsättningar på Riksteatern (Pojkarna 2013 och Natten den 28 februari 2014), Unga Klara (Flygräddare  2011/2012 och Uppfostrarna och De ouppfostringsbara 2012) och sedan på Länsteatern i Örebro (bland annat De sömnlösas tid 2014) och Kulturhuset Stadsteatern i Stockholm. 
På film och TV har Beckman bland annat medverkat i SVT:s Fjällbackamorden: Strandridaren (regi Rickard Petrelius), serien Dubbelliv (2011) och Helena Bergströms En underbar jävla jul (2015).

## Filmografi (i urval)
- 2015 – En underbar jävla jul

## Teater

### Roller (ej komplett)
| År   | Roll | Produktion                            | Regi             | Teater                   |
| ---- | ---- | ------------------------------------- | ---------------- | ------------------------ |
| 2012 |      | Flygräddare Ann-Sofie Bárány          | Suzanne Osten    | Unga Klara/ Riksteatern  |
| 2017 |      | Befrielsefronten Maria Sveland        | Sara Giese       | Örebro länsteater        |
| 2022 |      | Kris Karin Boye                       | Maja Salomonsson | Kulturhuset Stadsteatern |
| 2022 |      | Köket är hemmets hjärta Agnes Lidbeck | Nora Nilsson     | Kulturhuset Stadsteatern |
| 2025 |      | Nya resande Tine Høeg                 | Olof Hanson      | Kulturhuset Stadsteatern |